# Don Bosco Sportközpont
A Don Bosco Sportközpont multifunkcionális létesítmény Kazincbarcikán található. Az egyházi kezdeményezésre, kormányzati támogatással megvalósult intézmény közel 2 milliárd forintos beruházás eredményeként jött létre. A 2016. szeptember 2-án átadott intézmény nyitóünnepségen Lázár János Miniszterelnökséget vezető miniszter is részt vett. A létesítményt Ternyák Csaba egri érsek áldotta meg. A hivatalos megnyitót követően tíz napig tartó, családi sport- és egészségnappal záruló kulturális rendezvénysorozatot tartottak a sportközpontban.

## Története
Kazincbarcikán, mint sportvárosban a város vezetői és lakói egyaránt már régen szerették volna, hogy felépüljön egy – a nemzetközi szabványoknak megfelelő – sportcsarnok. Egyházi körökben 2011-ben merült fel az a gondolat, hogy a helyi Don Bosco Iskolának építsenek egy tornatermet. 2013-ban a tornaterem helyett már egy sportcsarnokot szerettek volna létrehozni a szaléziak és a város irányítói. Ebben az évben indult el a tervezés, és a következő évben, 2014. augusztus 31-én tették le a sportcsarnok alapkövét. Az építkezés 2015-ben indult el, 2016. szeptember 2-án ünnepélyes keretek között történt meg az épületkomplexum átadása.

### A beruházás adataiból
| Költség, támogatás                            | Forint        |
| --------------------------------------------- | ------------- |
| A földterület megvásárlása az önkormányzattól | 61 687 710    |
| Magyarország Kormányának támogatása           | 952 000 000   |
| Porticus csoport                              | 95 000 000    |
| Szalézi rendfőnökség                          | 850 000 000   |
| Összesen                                      | 1 958 687 710 |

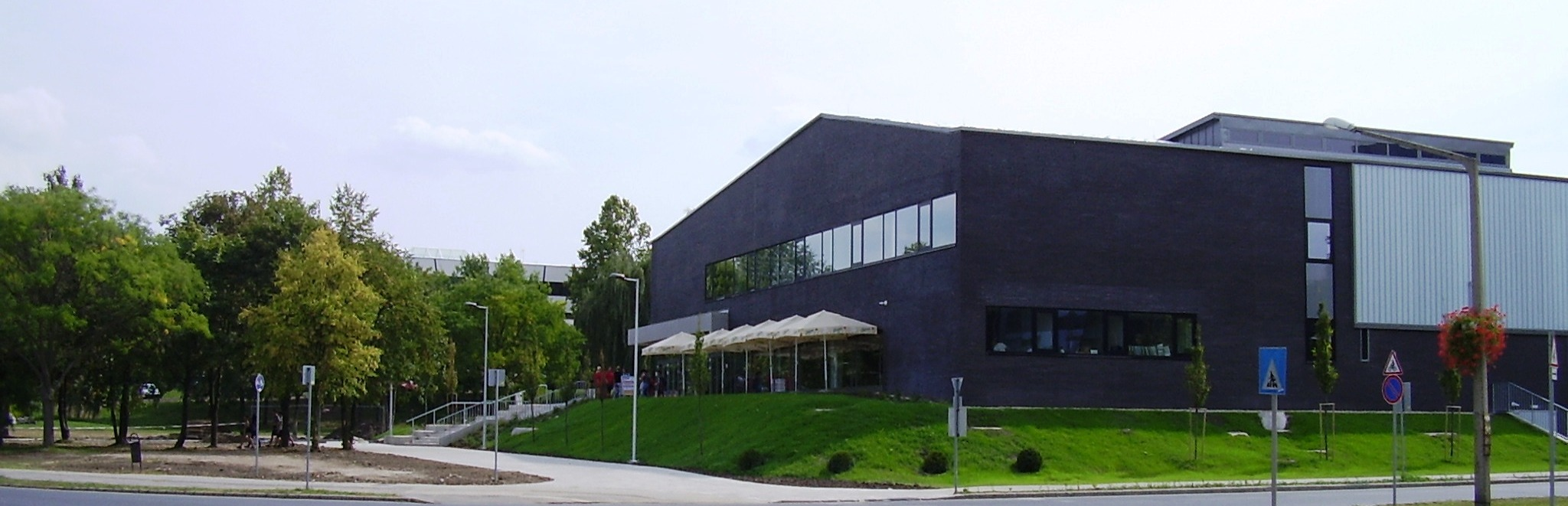
Sportközpont a város szívében

A kazincbarcikaiaknak régi igénye volt már ez a komplexum, ami minden sport-, vagy kulturális esemény kapcsán megfogalmazódott. Azt gondolom, hogy ezért köszönetet kell mondanunk, mind a kormánynak, mind pedig a tulajdonosoknak, a Szaléziaknak. De természetesen, nekünk, mint önkormányzatnak is feladata van, hiszen támogatóként a sportcsarnokban meghatározó szereplők leszünk, egy keretszerződés értelmében ugyanis a város 2500 órát bérel vissza, évi 25 millió forint értékben öt esztendőn át.

## Jellemzői
Az egész terület, amelyet a szaléziak megvásároltak, 5140 négyzetméter, míg az épületkomplexum alapterülete 3000 négyzetméter.
A létesítményt a szalézi szerzetesrend működteti. A modern épületkomplexumban a küzdőtéren kialakított szabványméretű kosár-, kézi-, röplabda- és futsalpályák találhatók. A sportcsarnok küzdőtere mellett közösségi és rekreációs terek – bowling és fallabdapályák, edzőterem, információs fal, szabadidős terasz, büfé és egy 300 fős rendezvényterem is a látogatók rendelkezésre áll. Ezek mellett asztaliteniszezésre és csocsózásra is van lehetőség.
A sportközpontban tartják a Don Bosco Általános Iskola, Szakközépiskola, Szakgimnázium, Gimnázium és Kollégium Archiválva 2016. szeptember 14-i dátummal a Wayback Machine-ben, valamint a Szalézi Szent Ferenc Gimnázium diákjai számára a mindennapos testnevelési és diáksportköri foglalkozásokat. Az épület küzdőtere a reggeli óráktól 16 óráig a két iskola tanulói számára megtartott testnevelés-oktatásnak ad otthont, ezt követően pedig a városlakók és a városi egyesületek sportolói használhatják a csarnokot. A közösségi és rekreációs terek már a délelőtti óráktól egészen késő estig nyitva állnak a nagyközönség számára.

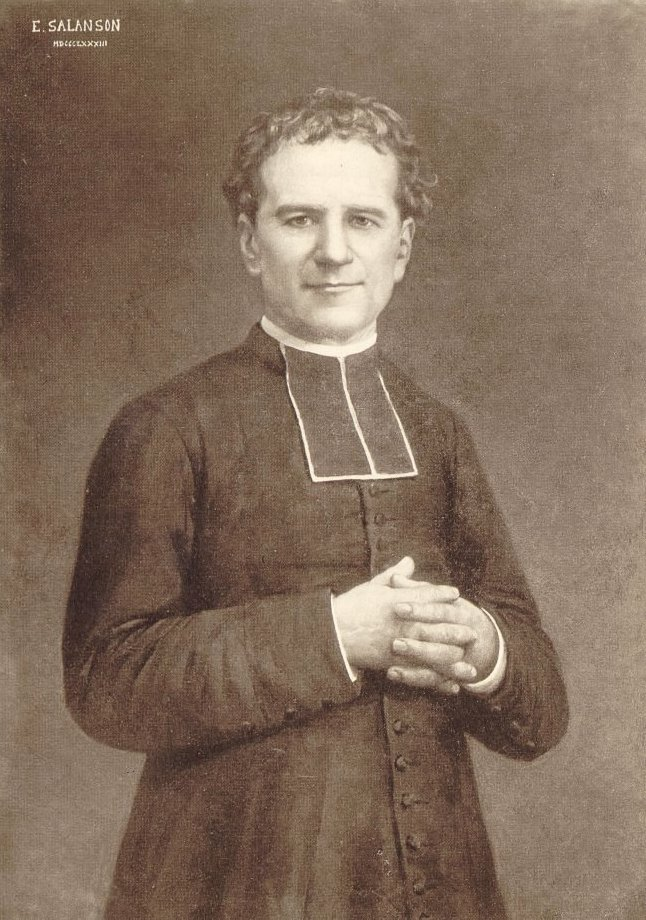
Don Bosco portréja

### Befogadóképessége
A mobil lelátósorokkal összességében 900 ülőhely áll rendelkezésre.

## Névadója
Don Bosco olasz katolikus pap volt, a Szalézi Társaság férfi szerzetesrend megalapítója. Életét a szegény sorsú gyermekek segítésének és nevelésének szentelte.

## Kiemelkedő rendezvények

### 2016
- Dr. Janka Gábor ikonfestő kiállítása (szeptember 3-tól)
- Recirquel – Cirkusz az éjszakában (szeptember 3.)
- Kézilabda Show (szeptember 4.)
- Wellhello koncert (szeptember 5.)
- Nostradamus – Világok vándora – ExperiDance Tánctársulat (szeptember 6.)
- Labdarúgó gála[7] (szeptember 7.)
- Barcikai világjárók klubja – Kaland az Andokban – Nagy Tibor zenés-vetítéses előadása (szeptember 7.)
- Gyermekek fénye – a Magyarock Dalszínház előadása (szeptember 8.)
- Valahol Európában – a Magyarock Dalszínház előadása (szeptember 8.)

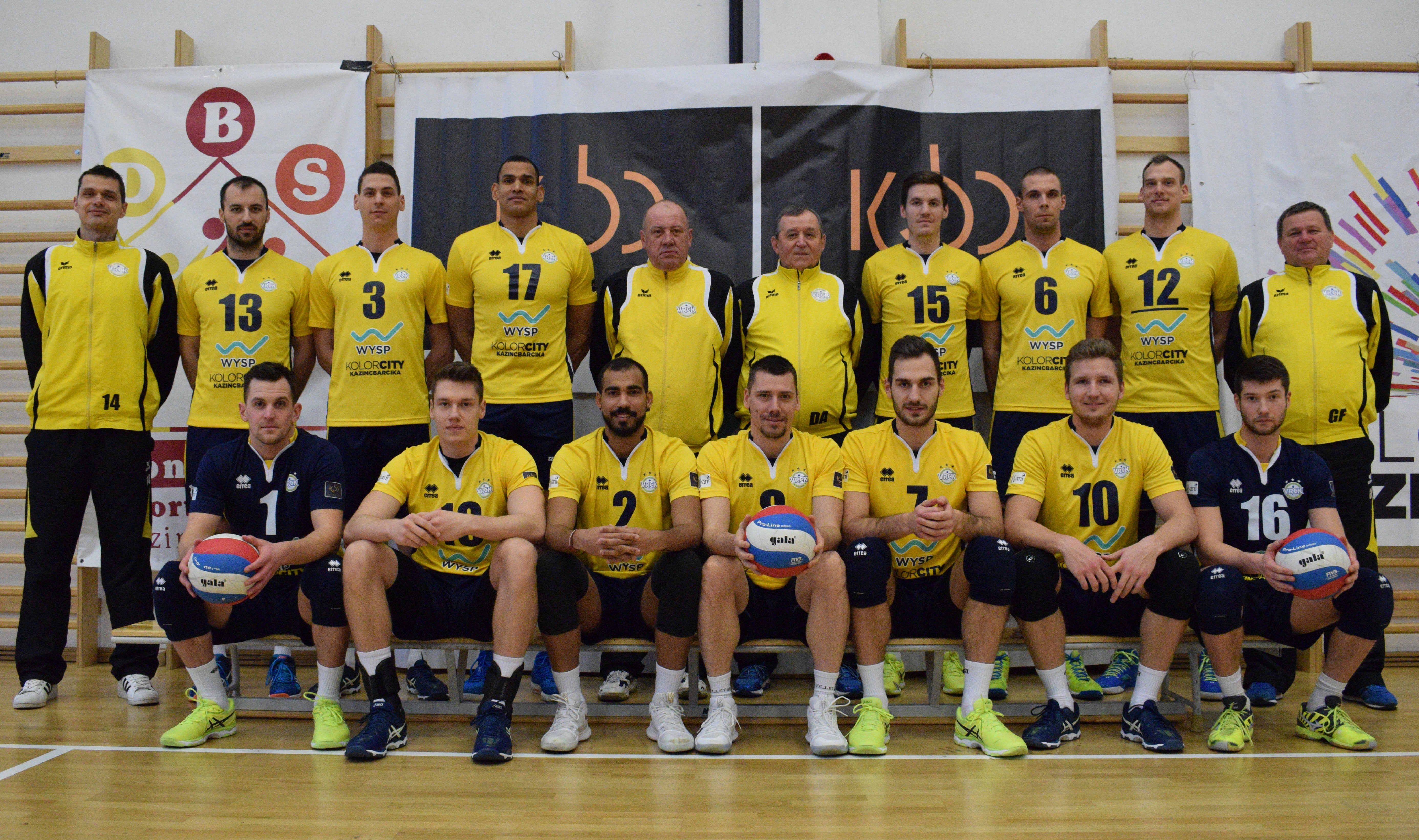
A Vegyész RC Kazincbarcika 2018-ban bajnok és kupagyőztes csapata

- Don Bosco Nemzetközi Röplabda Torna[8] (szeptember 8-9.)
- Hungarikum klub – a Pannonhalmi Apátsági Pincészet borai (szeptember 9.)
- Családi sport- és egészségnap (szeptember 10.)

### Vegyész RC Kazincbarcika
2016-tól ebben a sportlétesítményben játssza mérkőzéseit a Vegyész RC Kazincbarcika. Bajnokcsapatot ünnepelhettek a szurkolók 2018-ban és 2019-ben, kupagyőztesek lettek 2018-ban.

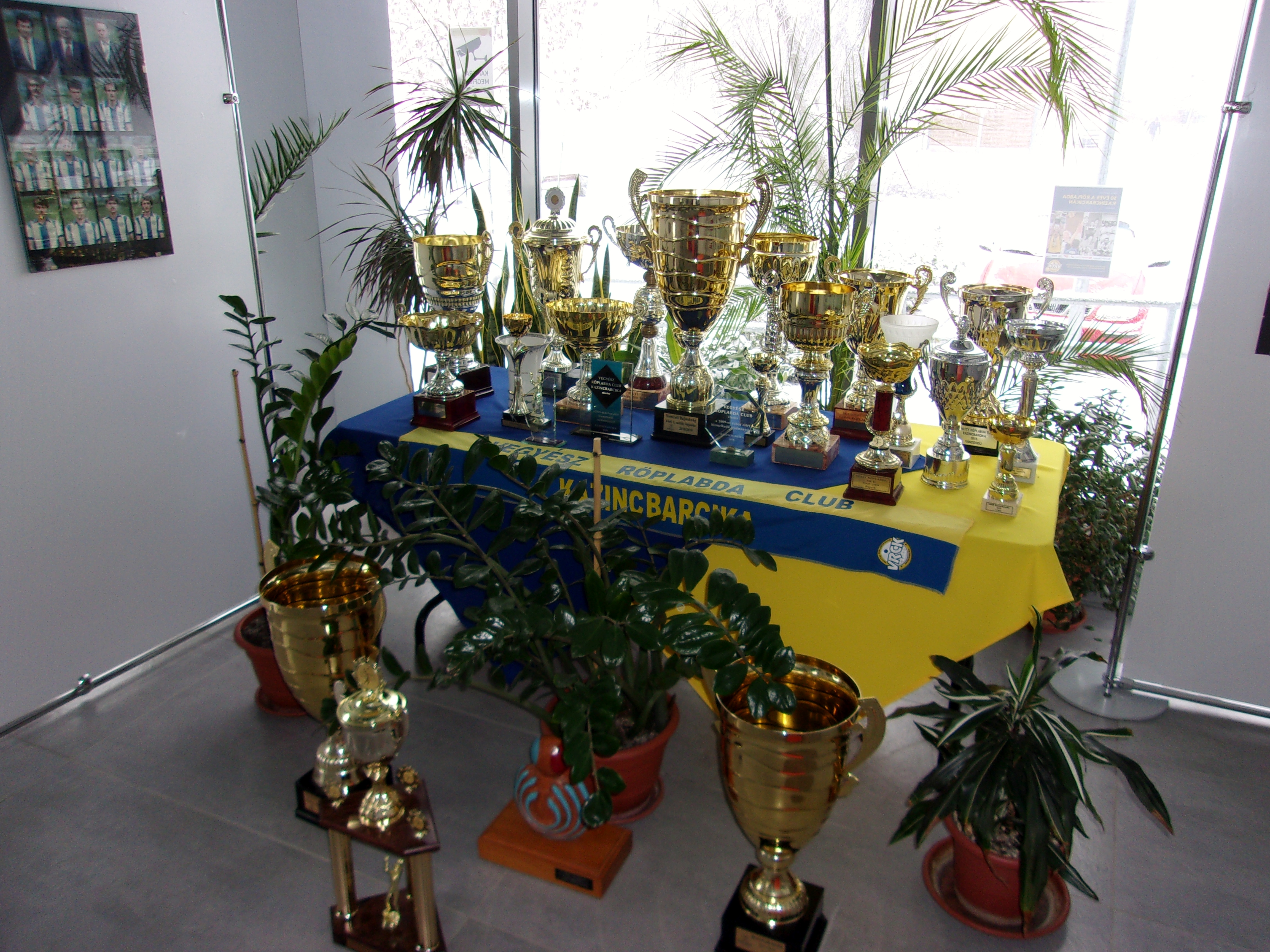
A VRCK létrejöttének 50. évfordulója alkalmából rendezett időszakos kiállítás

2019. december 18-tól a VRCK fennállásának 50. évfordulója alkalmából időszakos kiállítást rendeztek.

### Nemzetközi sportesemény
- 2018. május 30-án Kazincbarcika adott otthont a magyar-horvát férfi röplabda Európa Liga-mérkőzésnek a Don Bosco Sportközpontban. Első alkalommal rendeztek válogatott röplabdamérkőzést a városban. Magyarország – Horvátország 0–3 (–17, –19, –18)[9]
- 2019. január 5-én 900 néző előtt a magyar férfi röplabda-válogatott 3:2-re kikapott Svájctól az Európa-bajnoki selejtező ötödik fordulójában.[10] A magyar kezdőcsapatban három VRCK-játékos, Juhász Péter, Németh Szabolcs és Gebhardt Áron is helyet kapott, később Szabó Dávid is pályára lépett.[11]

## Képgaléria az építkezésről

Jobbra a görögkatolikus templom
Háttérben a Polgármesteri Hivatal
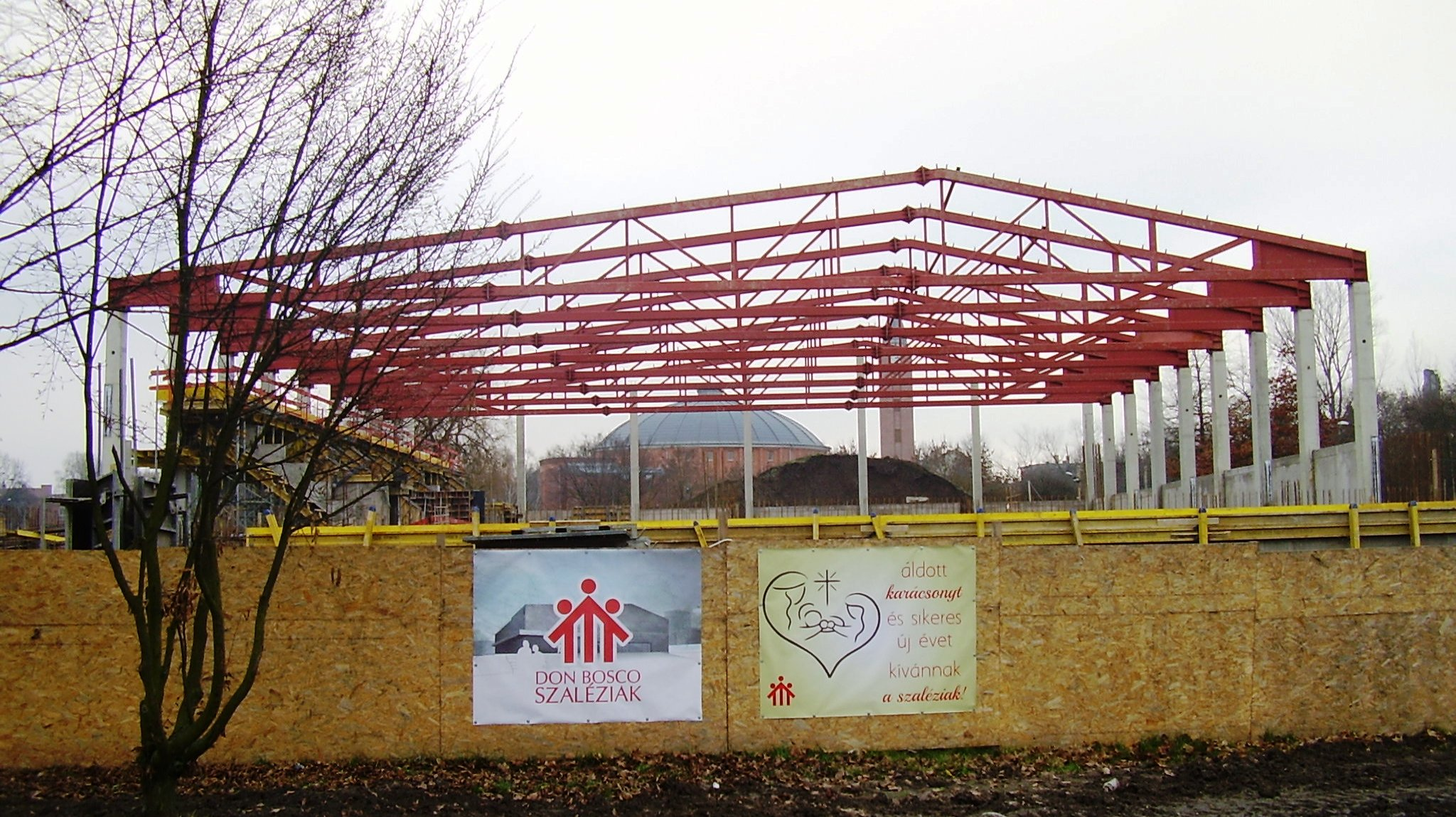
A létesítmény építése (2015. december 26.)
Távolban a Városi Kórház
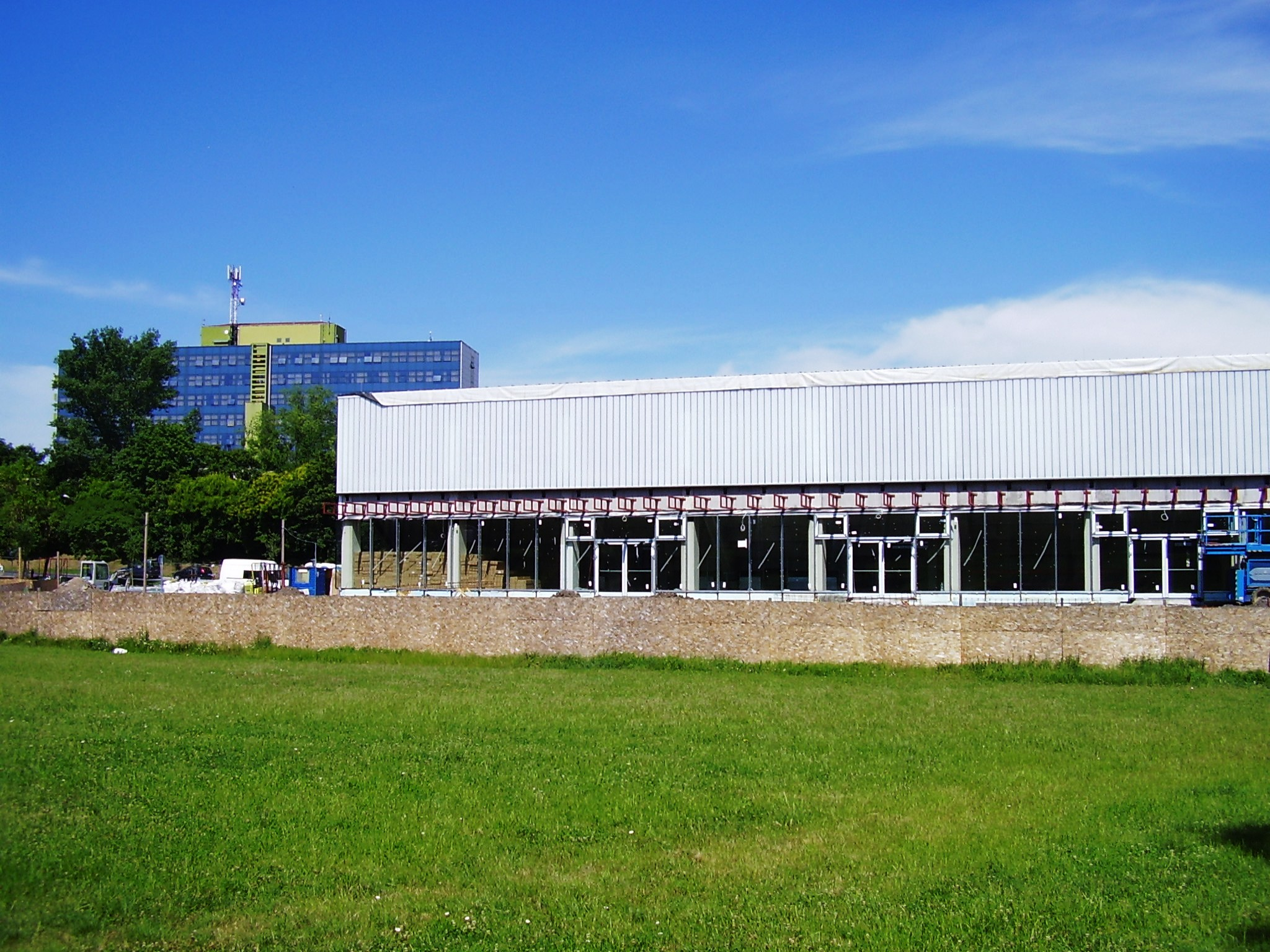
Háttérben a Városi Kórház (2016. június 19.)